# Dunker (släkter)

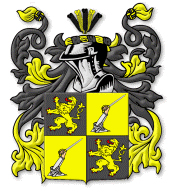
Vapen för borgerliga släkten Dunker

Dunker är flera säktskapsförhållanden.
En tidig hänvisning till en person med namnet Dunker gäller en tysk riddare Tidericus Dunker från Westfalen, som 1155 skall ha grundat byn Dunkelsdorf (tidigare Dunkerstorpe) i Schleswig-Holstein.
Den svenske officeren Joachim Zachris Duncker (1774–1809) härstammade från en militärsläkt, som invandrade från Tyskland till Finland på 1600-talet. Han var farfar till den finländske politikern Daniel Joachim Edvard Duncker (1835–1894) liksom till operasångaren Elis Duncker (1844–1876).
Den norska släkten Dunker härstammar från två bröder som invandrade till Norge från Hessen i Tyskland på slutet av 1700-talet. Deras far, Carl Nicolai d'Uncher, död 1807, var kapten och skatteinkrävare i Hessen. Den äldre brodern Henrich (1769–1843) var militär. Hans sonson var den svenske målaren Carl d'Unker (1828–1866), som var verksam i Düsseldorf. Den norska hundrasen dunkerstövare har namn efter kapten Wilhelm Conrad Dunker (1807–1860), yngste son till Henrich Dunker.
Henrichs yngre broder var bergsassessorn Wilhelm Dunker (d'Unker) (1775–1844) som var gift med Conradine Dunker, född Hansteen (1780–1866). Hennes memoarer, Gamle dage, skrivna som brev till hennes bror professor Christopher Hansteen i Kristiania (Oslo), utgavs 1871 av dottern Vilhelmine Ullmann (1816–1915). Vilhelmine Ullmans bror var juristen Bernhard Dunker (1809–1870) och hennes barnbarns barnbarn skådespelaren Liv Ullmann (född 1938). Arkitekten Jens Gram Dunker (1892–1981) var sonson till juristen Bernhard Dunker
Den svenske industrimannen och mecenaten Henry Dunker (1870–1962) var född i Esbjerg med tysk far och dansk mor. Han kom till Sverige som barn, då hans far Johan Dunker engagerades som hamningenjör i Helsingborg, där sonen också skulle få sin gärning. Henry Dunker var gift men dog barnlös.
Centrala soldatregistret, en databas med indelningsverkets soldater från regementen inom Sveriges nuvarande gränser, nämner sex soldater med soldatnamnet Dunker och tre med soldatnamnet Duncker. Dessa var knutna till Värmlands fältjägarregemente, Södermanlands regemente och Smålands husarregemente. För en soldat under Karl XII:s krig är regemente inte angivet.

## Adelskap
Många med efternamnet Dunker har påståtts stamma från den ovan nämnde riddaren Tidericus Dunker, och Dunker skulle därför vara en adlig släkt. Detta adelskap är emellertid inte allmänt accepterat. Namnen Dunker och Duncker saknas således i relevanta förteckningar över adliga släkter i Sverige, Norge, Danmark och Finland. För Sverige gäller detta också för förteckningar över svensk ointroducerad adel.
Det är emellertid klart att vid flera tillfällen har personer med namnet Dunker adlats. Det tyska namnet von Dunker och det svenska af Duncker vittnar om detta. Det senare gavs åt kaptenen Johan Carl Duncker (1751–1806) då han adlades av Gustav III den 25 september 1772 för förtjanster under statskuppen den 19 augusti samma år. Varken denne eller hans eventuella arvingar sökte emellertid om introduktion på riddarhusen i Sverige eller i Finland där han senare var verksam. Eftersom namnet af Duncker inte finns i de svenska eller finländska folkregistren, är ätten sannolikt utslocknad. Namnet förekommer heller inte i förteckningar över svensk ointroducerad adel.